# Cantó de Champigny-sur-Marne-Oest
El cantó de Champigny-sur-Marne-Oest és un antic cantó francès del departament de Val-de-Marne, que estava situat al districte de Nogent-sur-Marne. Comptava amb part del municipi de Champigny-sur-Marne.
Va desaparèixer al 2015 i el seu territori es va dividir entre el cantó de Champigny-sur-Marne-1 i el cantó de Champigny-sur-Marne-2.

## Municipis
- Champigny-sur-Marne (part)

## Història
| Data d'elecció                           | Identitat        | Partit | Qualitat |
| ---------------------------------------- | ---------------- | ------ | -------- |
| 1967-1976                                | Pierre Vincenot  | PCF    |          |
| 1976-1994                                | Guy Poussy       | PCF    |          |
| 1994-                                    | Christian Favier | PCF    |          |
| les dades anteriors no són pas conegudes |                  |        |          |
|                                          |                  |        |          |

## Demografia
| A partir de 1990: Població sense dobles comptes |